# Miopithecus ogouensis
Miopithecus ogouensis är en primat i släktet dvärgmarkattor som förekommer i västcentrala Afrika.

## Utseende
Hanar är med en kroppslängd (huvud och bål) av 30 till 40 cm och en vikt av 1,2 till 1,9 kg större än honor. Honor blir 25 till 37 cm långa (huvud och bål) och 0,8 till 1,2 kg tunga. Svanslängden för båda kön är 26 till 53 cm. Denna primat har en olivgul päls på ryggen och sidorna. Buken och extremiteternas insida är gul till ljusgrå. Ansiktet saknar hår och är rosa.

## Utbredning och habitat
Arten utbredningsområde sträcker sig från centrala Kamerun över Ekvatorialguinea och Gabon till västra Kongo-Brazzaville. Habitatet utgörs av regnskogar, träskmarker och galleriskogar. Miopithecus ogouensis gömmer sig vanligen i den täta undervegetationen.

## Ekologi och status
Hannar och honor bildar flockar med 12 till 20 medlemmar. Ibland bildas vid viloplatsen en större grupp med upp till 125 individer av flera flockar. Arten äter främst frukter som kompletteras med några insekter, spindlar och fjärilslarver. Ibland hämtas födan från banan- eller majsodlingar. Miopithecus ogouensis är främst aktiv på morgonen och sent på eftermiddagen.
Honor kan troligen para sig varje år och ungarna föds mellan november och april. Ungen diar sin mor 4 till 5 månader.
Denna dvärgmarkatta dödas av bönder som betraktar den som skadedjur. Allmänt är beståndet inte hotad och arten listas av IUCN som livskraftig (LC).